# 결정적 한방
"결정적 한방"은 2011년에 개봉한 대한민국의 영화이다.

## 캐스팅
- 유동근 : 이한국 역
- 윤진서 : 박하영 역
- 김정훈 : 이수현 역
- 오광록 : 근석 역
- 차화연 : 순영 역
- 한보름 : 진아 역
- 박충선 : 김 비서 역
- 최현욱 : 이 비서 역
- 김형종 : 근석보좌관 역
- 정상훈 : 인식 역
- 신철진 : 군수 역
- 전병욱 : 성태 역
- 김태윤 : 후배 역
- 송수현 : 수영 역
- 박팔영 : 여당의원 1 역
- 오세홍 : 여당의원 2 역
- 서우진 : 신참의경 역
- 조성하 : 최 사장 역
- 정인기 : 박 도지사 역
- 이두일 : 부랑자 역
- 주영훈 : 강현석 역
- 구본임 : 철구엄마 역
- 이장유 : 야당의원 1 역
- 누엘 : 연예인지망생 1 역
- 송재호 : 대통령 역 (특별출연)